# Phaeobotryon quercicola
Phaeobotryon quercicola är en svampart som först beskrevs av A.J.L. Phillips, och fick sitt nu gällande namn av Crous & A.J.L. Phillips 2008. Phaeobotryon quercicola ingår i släktet Phaeobotryon och familjen Botryosphaeriaceae.   Inga underarter finns listade i Catalogue of Life.